# IC 4103
IC 4103 ist eine Spiralgalaxie vom Hubble-Typ S im Sternbild Jagdhunde am Nordsternhimmel. Sie ist schätzungsweise 496 Millionen Lichtjahre von der Milchstraße entfernt und hat einen Durchmesser von etwa 115.000 Lichtjahren.

In derselben Himmelsregion befinden sich u. a. die Galaxien IC 4083, IC 4098, IC 4094, IC 4105.
Das Objekt wurde am 21. März 1903 von Max Wolf entdeckt.